# ترانلو
ترانلو یک روستا در ایران است که در دهستان سیوکانلو واقع شده‌است. ترانلو ۴۳۷ نفر جمعیت دارد.